# Czernichów (Slesia)
Czernichów è un comune rurale polacco del distretto di Żywiec, nel voivodato della Slesia.
Ricopre una superficie di 56,26 km² e nel 2004 contava 6 483 abitanti.